# Зверев, Сергей Александрович
Серге́й Алекса́ндрович Зве́рев (род. 19 ноября 1963, Москва) — российский общественный и государственный деятель, профессор, специалист по связям с общественностью. Президент КРОС, руководитель Школы коммуникаций Факультета креативных индустрий Высшей школы экономики.

## Биография
Родился 19 ноября 1963 года в Москве, в 1980 году окончил московскую среднюю школу № 15.
По окончании школы поступил в Московский институт народного хозяйства им. Г. В. Плеханова на общеэкономический факультет и в 1984 году окончил его с красным дипломом по специальности «Планирование народного хозяйства».
После университета получил распределение на Завод имени Лихачёва, где начал работу в должности экономиста. За пять лет прошёл путь до начальника планово-экономического бюро главного кузнечного цеха ЗИЛ.
В январе 1990 года принимал участие в обсуждении программы «400 дней», которую разрабатывали Михаил Задорнов, Алексей Михайлов и Григорий Явлинский. Позже в этом году, когда Явлинский стал вице-премьером, Зверева пригласили в Белый дом на должность помощника заместителя председателя Совета министров РСФСР, где он принимал участие в разработке программы перехода к рыночной экономике «500 дней», которую по поручению Михаила Горбачёва и Бориса Ельцина готовила группа Явлинского. Кроме того, осуществлял информационную поддержку и связь с госструктурами. В конце 1990—начале 1991 года стал одним из учредителей Центра экономических и политических исследований ЭПИцентр и до 1992 года возглавлял его информационно-аналитический сектор.
В 1992 году Зверев ушёл из ЭПИцентра, и из состава команды Явлинского и, по приглашению Владимира Гусинского, вышел на работу в группу «Мост», где занял должность заместителя генерального директора по вопросам информационно-аналитического обеспечения и связям с общественностью. За время своей работы он принял участие в создании основных медиаактивов группы «Мост»:
- В начале 1993 года принял непосредственное участие в создании газеты «Сегодня»[1][5].
- Евгений Киселёв и Олег Добродеев обратились к Звереву с предложением о создании собственной телекомпании в «Мосте». Он помог им связаться с Гусинским и через несколько месяцев была представлена телекомпания НТВ[6][11].
- Гусинский и Зверев планировали создать в группе «Мост» собственный журнал как часть мозаики, которая позволила бы охватить медиарынок целиком. Реализовать этот проект удалось в 1996 году, когда был создан журнал «Итоги» во главе с Сергеем Пархоменко[8].

Кроме того, в качестве заместителя генерального директора, Зверев принимал непосредственное участие в создании и других активов холдинга: первого в России оператора спутникового телевидения НТВ-Плюс, издательского дома 7 дней, радиостанции Эхо Москвы и других.
В 1996 году Сергей Зверев получил приглашение стать членом аналитической группы при президенте Борисе Николаевиче Ельцине, которая позже была преобразована в предвыборный штаб. Перед группой стояла задача — восстановить рейтинг президента, который на тот момент он составлял чуть более 3 %. После избрания Бориса Ельцина на второй срок Зверев получил Благодарность Президента РФ. Позже в этом же году он занял должность президента ТОО «Группа „МОСТ“».
В 1998 году, после согласования вице-премьером правительства Российской Федерации, Борисом Немцовым (который в тот момент возглавлял коллегию представителей государства в РАО), Зверев стал заместителем председателя правления РАО «Газпром» и занялся развитием медиа-активов группы, а также коммуникационным сопровождением бывшего Председателя Правительства Российской Федерации Виктора Черномырдина.
Указом президента № 583 от 12 мая 1999 года Зверев был назначен заместителем руководителя Администрации Президента. По данным СМИ, за время, проведённое в Администрации президента России, Сергей Зверев решил несколько поставленных перед ним задач, среди которых основной стало предотвращение импичмента президенту Борису Ельцину.
Указ № 975 от 3 августа 1999 года Зверев освобождён от должности заместителя руководителя администрации президента — таким образом, он является обладателем действующего рекорда по наименьшему сроку занимаемой должности (83 дня). Позднее в том же году он возглавил Компанию развития общественных связей в должности президента. В 2008 году также стал председателем Совета директоров ЗАО «КРОС».
В 2001 году Сергей Зверев занял должность профессора кафедры прикладной политологии Национального исследовательского университета «Высшая школа экономики». В 2010 он стал заведующим и профессором кафедры политических и бизнес-коммуникаций. В сентябре 2011 года организовал кафедру интегрированных коммуникаций, которая через некоторое время была реорганизована в одноимённый департамент.
В 2013 году был одним из участников эстафеты Олимпийского огня и пробежал участок эстафеты по центру Тюмени

## Участие в консультативных советах при органах власти
- Член Экспертного совета при Правительстве РФ[25][26][27];
- Член общественного совета при Росстате 2013[28], 2014[29] и 2017[30] годов;
- Член Общественного совета при Министерстве финансов Российской Федерации в 2017 году[31].
- Член Общественного совета при Министерстве Обороны РФ с 2006 года[32], заместитель председателя Общественный совет при Министерстве обороны РФ[33][34][35], покинул общественный совет в 2013 году.

По данным СМИ, является советником на общественных началах первого заместителя главы Администрации Президента РФ Сергея Кириенко.

## Общественная деятельность
- Член Совета по внешней и оборонной политике (СВОП)[37];
- Член европейской ассоциации Institute of Public Relations (IPR)[38];
- Сопредседатель Российского общественного совета развития образования (РОСРО)[39];
- Член международной ассоциации «IABC»[40];
- Член международной ассоциации независимых PR-агентств — PRGN[41];
- Член Российской академии общественных связей (РАОС)[42];
- Сооснователь и член World Communication Forum Association (WCFA)[43];
- Почетный член Академии социальных наук[44];
- Председатель Ассоциации компаний-консультантов в области связей с общественностью (АКОС) с 2016 года[45];
- Член высшего экспертного совета Российской ассоциации по связям с общественностью (РАСО)[46];
- Член попечительского совета Национальной премии в области развития общественных связей «Серебряный лучник» (2008)[47];
- Член жюри Национальной литературной премии «Большая книга»[48];
- Член жюри премии по связям с общественностью PROBA Awards[49];
- Председатель жюри корпоративных наград C4F Awards[50].

## Награды и профессиональное признание
В 1996 году объявлена благодарность Президента Российской Федерации «За активное участие в организации и проведении выборной кампании Президента Российской Федерации в 1996 году».
Награждён медалью «За заслуги в проведении Всероссийской переписи населения» (2003).
Нагрудный знак Госкомстата России «За активное участие во Всероссийской переписи населения 2002 года»
Лауреат Рейтинга 1000 самых профессиональных менеджеров России Ассоциации менеджеров (в 2008 и 2009 гг.).
Лауреат X Национальной Премии в области медиабизнеса «Медиа-менеджер России» в номинации «За вклад в развитие отрасли» (2010 г.)
Лауреат Национальной премии в области развития связей «Серебряный лучник» в номинации «Мастер» в 2011 году.
Почётная грамота Росстата «За стратегическое руководство проектом „Всероссийская перепись населения 2010 года“ и его продвижение в органах государственной власти» (2011).
Награждён памятной медалью и грамотой за вклад в подготовку и проведение XXII Олимпийских зимних игр и XI Паралимпийских зимних игр 2014 года в Сочи.
В 2014 г. награждён премией «Communication for Future Davos Award» (C4F), в категории «Titan of the Future».
Награждён Орденом Дружбы «За достигнутые трудовые успехи, многолетнюю добросовестную работу и активную общественную деятельность»
Лауреат премии Kotler Awards (2015 г.) в номинации «Public Relations and Affairs»
Лауреат премии PRO.PR Awards — 2016.

## Увлечения
Гольф, подводное плавание, фотография, горные лыжи. Свободно владеет английским языком.

## Семья
Жена — Светлана Миронюк, главный редактор Российского агентства международной информации «РИА Новости» (до ликвидации). Пятеро детей.